# Ефективна пористість
Ефективна пористість — характеризує частину об'єму, яка зайнята рухомим флюїдом (нафтою, газом) при повному насиченні порового простору цим флюїдом.
Поняття ефективної пористості було запропоноване академіком Л. С. Лейбензоном у 1947 р. Цей різновид пористості по-суті характеризує корисну ємність породи для нафти і газу і тісно пов'язаний з нафтогазонасиченістю.
Ефективна пористість менша відкритої пористості на об'єм зв'язаних (залишкових) флюїдів.
Наповненість порового простору нафтою і газом характеризується коефіцієнтами нафто- і газонасиченості. Вони визначаються як експериментально (в лабораторних умовах), так і в процесі промислово-геофізичних досліджень у свердловинах (методи електричного опору, нейтронні методи).